# Тапсашар, Марк Фёдорович
Марк Фёдорович Тапсаша́р (16 [28] октября 1872, Севастополь, Таврическая губерния — 16 [29] октября 1904, Порт-Артур, Ta-lien) — русский военный, поручик императорской армии, погибший во время русско-японской войны.

## Биография

Поручик Тапсашар в окопе. Оборона Порт-Артура

Родился в Севастополе 16 (28) октября 1872 года в мещанской караимской семье. Обучался в Севастопольском реальном училище (курс не окончил). Поступил на службу вольноопределяющимся в 15-й стрелковый Его Высочества Князя Черногорского Николая I полк, откуда был командирован в Одесское пехотное юнкерское училище, которое окончил по первому разряду. 21 ноября 1895 года произведён в подпоручики со старшинством с переводом в Керченский крепостной пехотный батальон. С 1903 года служил в 5-м Восточно-Сибирском стрелковом полку, а 11 января 1904 года переведён в 25-й Восточно-Сибирский стрелковый полк. В 1900 году произведён в поручики. За проявленное в Китайском походе 1900—1901 годов отличие был награждён орденом св. Станислава 3-й степени с мечами и бантом.
В 1904 году служил в 25-м Восточно-Сибирском стрелковом полку, где его и застала война России и Японии. При обороне Порт-Артура был прикомандирован к Квантунскому флотскому экипажу для обучения матросов сухопутному бою в должности командира 7-й роты. Долгое время участвовал в локальных стычках по береговой линии вокруг Порт-Артура. 15 октября, на 91-й день осады, русскими войсками было решено овладеть окопами впереди форта № III ввиду угрозы захвата его японцами. С этой целью вечером того дня подполковнику Гандурину генералом Горбатовским были высланы 7-я рота 15-го полка и 11-я рота 13-го полка при условии «деятельной поддержки» со стороны гарнизона форта. Около полуночи, в преддверии вылазки, артиллерия начала обстрел окопа и местности впереди, тем самым невольно предупредив противника о готовящихся действиях. Прибывшая накануне вечером 7-я рота Квантунского экипажа (170 человек) под командованием Тапсашара получила приказ атаковать окопы впереди укрепления № 3 совместно с 11-й ротой 16-го полка штабс-капитана Орлова. Около 3,5 часов утра 16 октября Тапсашар всей ротой атаковал левый фланг окопа, занятого японцами, а рота Орлова атаковала правый фланг. В результате решительной атаки японцы отступили с обоих флангов, а ручные гранаты завершили дело: окопы отбиты, противник отброшен с большими потерями. «Это был первый случай на фронте 2-го отдела, что взятые и укреплённые японцами окопы были возвращены обратно». В этой атаке, вместе с 2/3 состава 7-й роты, погиб и её командир — поручик Тапсашар.
По воспоминаниями очевидцев, утром 16 октября «далеко внизу за фортом, в серой шинели и сибирской папахе, лежал доблестный командир 7-ой роты, держа свою обнажённую шашку, направленную остриём в сторону врага. Вокруг него лежало веером 60 молодых матросов». Через несколько дней, ночью, тело Тапсашара забрали японцы, а вернули русским только в начале ноября в знак благодарности за возвращение сабли некоего погибшего знатного офицера, самурая, руководившего атакой на Курганную батарею. Гарнизонный врач Яков Кефели принял тело поручика и, поместив на телегу, отправил на похороны. На следующее утро 12-я рота Квантунского экипажа проводила своего ротного в последний путь на Ляотешанское кладбище. 24 августа 1905 года высочайшим приказом по военному ведомству поручик 25-го Восточного-Сибирского стрелкового полка Тапсашар исключён из списков как убитый в сражениях с японцами.
Для караимов Марк Фёдорович Тапсашар стал олицетворением караимской воинской доблести и мужества. В честь него сложены песни. Главным автором, донесшим до современников информацию о герое и участнике русско-японской войны, стал Я. И. Кефели (впоследствии доктор медицины, генерал), который описал подвиг Тапсашара и оставил подробные воспоминания о русско-японской войне, как один из немногих караимов участников войны.

### Семья
Женат не был. Отец служил кассиром «лучших в Одессе бань», где также работали мать и одна из четырёх сестёр Марка. Тапсашары жили в Одессе на ул. Преображенской, 45. О гибели сына семья узнала в середине февраля 1905 года от генерала Стесселя. В мае того же года Юфуда Тапсашар поместил в газете «Новое время» письмо о бедственном положении его семьи, оказавшейся на грани голода и нищеты, т. к. жили они только за счёт сына. Получить от Одесского уездного воинского начальника средства, предназначенные семьям ушедших в поход офицеров, Тапсашары не смогли из-за отсутствия приказа о смерти Марка. После проведённого главным штабом расследования выяснилось, что семья не производит впечатление бедствующей, а все положенные по закону деньги были им выплачены в полном размере. В сентябре 1905 года Юфуда Тасашар получил через мировой суд свидетельство о лицах его семьи, имеющих право по закону наследовать после умершего сына.

## Шашка Тапсашара
После боя тело поручика Тапсашара было вынесено японскими военными (тогдашние японские традиции обязывали уважать и мужество врагов), но его шашка, по словам побывавшего в японском плену командира одного из Восточно-Сибирских стрелковых полков в Порт-Артуре, флигель-адъютанта, полковника Семёнова, повелением императора Японии была помещена в Токийский военный музей.

По сведениям Е. К. Ножина, приведённым им в книге «Конец осады Порт-Артура»: 
Японскіе офицеры такъ были восхищены героизмомъ Топсашара, что посчитали своимъ долгомъ довести, по командѣ, до свѣдѣнія командующаго арміей о выдающемся подвигѣ русскаго офицера. Ноги донесъ объ этомъ Императору Японіи. Микадо приказалъ узнать фамилію, такъ какъ пожелалъ впослѣдствіи, лично засвидѣтельствовать нашему Государю свой восторгъ передъ героизмомъ Его подданныхъ. [Это можетъ засвидѣтельствовать полковникъ японской службы Ватанабе.]

## Награды
- Медаль «За поход в Китай» (1901)
- Орден Святого Станислава 3-й степени с мечами и бантом (20.04.1902)[15]
- Орден Святой Анны 4-й степени с надписью «за храбрость» (11.09.1905)[16][3]

## Память

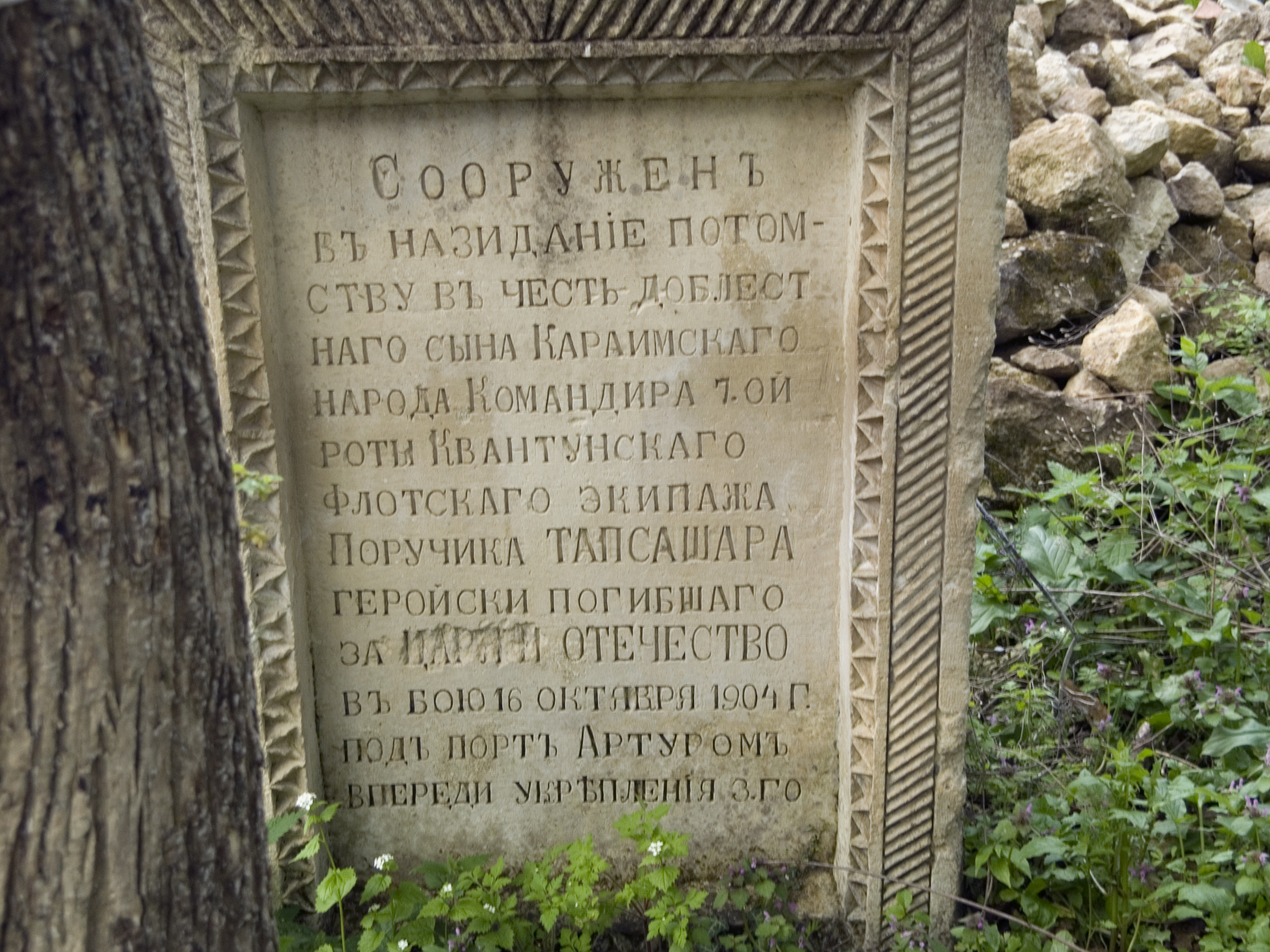
Кенотаф М. Ф. Тапсашару на караимском кладбище близ Чуфут-Кале.

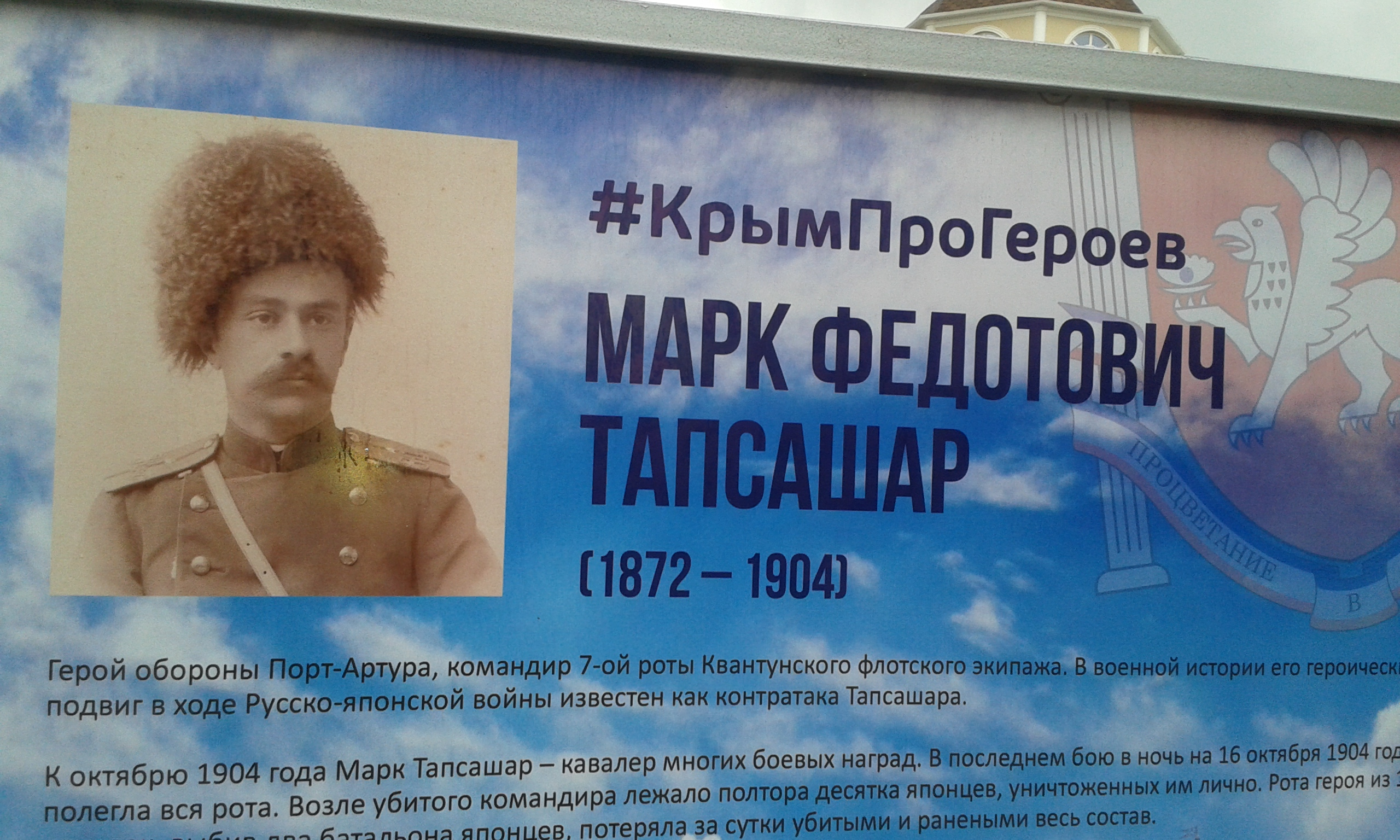
Стенд с фото и краткой биографией Тапсашара на выставке «Крым. Про Героев», приуроченной к празднованию Дня защитника Отечества. Симферополь, 22 февраля 2019 года.

К пятилетию со дня гибели Тапсашара караимское сообщество установило на главной аллее национального караимского некрополя в Иосафатовой долине у Чуфут-Кале кенотаф («йолджи таш») с надписью:
«Сооружён в назидание потомству в честь доблестного сына караимского народа Командира 7-й роты Квантунского Флотского экипажа поручика Тапсашара геройски погибшего за Царя и Отечество в бою 16 октября 1904 г. под Порт-Артуром впереди укрепления 3-го».
После революции слово «Царя» было вырублено со стелы.
18 февраля (3 марта) 1905 года газета «Одесские новости» опубликовала некролог: Отец, мать, сёстры и зятья с глубокой скорбью извещают родных, друзей и знакомых о преждевременной кончине горячо любимого сына и брата поручика 25-го Восточно-Сибирского стрелкового полка Марка Фёдоровича Тапсашара, убитого в бою в Порт-Артуре 16-го октября 1904 года. В субботу, 19-го сего февраля, в 9 час. утра, в одесской караимской кенасе будет отслужена панихида по убитом.
Мужество Тапсашара стало толчком к его почитанию в устном творчестве. Так, была составлена песня (дестан) «Порт-Артур», в которой есть строки о героизме их соплеменника:
Бизим поручик Тапсашар

Эм къараман, эм батыр.

Японларны пек къырып,

Аналарын агълатыр.
О подвиге Тапсашара писалось и в советское время в книге А. Вотинова «Японский шпионаж в русско-японскую войну 1904—1905 гг.»